# 龍門山の戦い
龍門山の戦い（日本語：ヨンムンサンのたたかい、りゅうもんさんのたたかい、韓国語：龍門山戰鬪、용문산 전투)は、朝鮮戦争中の1951年5月17日に開始された国連軍及び中国人民志願軍による戦闘。

## 経緯
米軍第9軍団の中央師団であった韓国軍第6師団は、中共軍の4月攻勢時に史倉里で敗戦を経験した後、前線の調整に応じて龍門山一帯に配備された。史倉里の戦いで低下した士気を回復し、弱体化した戦力を補強する一方で、名誉挽回のため精神武装と訓練に専念していた。
第6師団が配備された周辺は、京畿道楊平郡の龍門面と丹月面、加平郡の雪岳面と清平面一帯に海抜1,157mの龍門山が中心となって、北西に827高地、仲美山、通方山などが連なり、北東には鳳尾山、羅山、長楽山、559高地が山脈をなして洪川江まで続いていた。この地形は山岳機動を主とする中共軍には有利である一方、韓国軍には観測と射界が制限され不利に働いたが、周囲を見渡すことができる龍門山を占領していたため、中共軍の動静は一目でわかった。また警戒部隊の戦闘前哨線である蔚業山と彌沙里（龍門山北側約15km）、厳沼里（엄소리）の353高地（龍門山北側約10km）、ワンバリ（왕방리）の427高地（龍門山北側約7km）などは土質が比較的良好で陣地構築に有利に作用した。
第6師団正面の中共軍は第19兵団第63軍であった。第63軍は1951年2月に鴨緑江を渡って臨津江北に移動した後、4月攻勢時の雪馬里戦闘に参加し、以降は加平に移動して第6師団と対峙した。
1951年5月9日、中朝連合司令部は5月攻勢の最終計画を確定し、第19兵団は中東部戦線の主攻部隊に呼応して中西部戦線の国連軍を拘束、牽制する任務を与えられ、第63軍は龍門山一帯の第6師団を攻撃し、龍門山-清渓山間のノーネーム線を突破した後、広州-利川線に進出するよう命じられた。
第6師団の主抵抗線は可逸里の866高地で北漢江から約12～17km離れており、中共軍が北漢江を渡河して橋頭堡を確保した場合、第6師団だけでなく、隣接する第2師団と第7師団も危機に直面することになる。このため第6師団は、第2連隊を洪川江南に配備し、主抵抗線である龍門山北西に第19連隊、北東に第7連隊を配備して防御陣地を構築した。中共軍の攻勢が差し迫ると左側背の第2師団と右側背の第7師団は主抵抗線に撤収したため、第2連隊が突出する形となった。
第2連隊は、悲壮な覚悟で防御を準備し、第2大隊は北漢江を瞰制できる蔚業山に、第1大隊は洪川江を瞰制できる559高地に、第3大隊は蔚業山南側の353高地に防御陣地を構築した。 

## 編制

### 国連軍
- 第9軍団 軍団長：ホッジ（英語版）少将
  - 第9師団 師団長：張都暎准将、副師団長：林富澤大領
    - 第2連隊 連隊長代理：宋大厚中領（5月25日付で連隊長就任と同時に大領昇進[4]）
    - 第7連隊 連隊長：梁仲鎬大領
    - 第19連隊 連隊長：林益淳大領

### 中国人民志願軍
- 第63軍 軍長：傳崇碧
  - 第187師
  - 第188師
  - 第189師

## 戦闘
1951年5月17日、第63軍の攻勢が開始された。第2連隊偵察隊は、中共軍の予想渡河地点である西川里と江村里一帯を捜索していると、芳荷里渓谷に集結している中規模から大規模の中共軍を発見して撃退した。日没になると中共軍の渡河攻撃は本格化し、翌18日には柯亭里、各所で攻撃が続いた。
第2連隊は、第6師団と第9軍団の5個砲兵大隊の支援下、陣内に侵入した中共軍と白兵戦を展開しながら午前0時頃に攻撃を撃退した。第2連隊は数的劣勢にもかかわらず、火力支援を受けて抵抗し、陣地を固守したため、第63軍は、韓国軍の前哨陣地を主抵抗線と誤認したためか、19日から第187、188師の主力を投入して突破を試みた。
5月19日午前8時頃、中共軍は洪川江沿いの559高地の第2連隊第1大隊を包囲した。第1大隊は3時間の戦闘の末、包囲を突破して連隊指揮所が置かれた羅山に撤収した。中共軍は続けて第2連隊第2大隊が防御する蔚業山を集中攻撃した。第2大隊は陣地を放棄し、427高地に撤収し、第2連隊の防御正面は、353高地-羅山を結ぶ線に縮小した。第2連隊は羅山付近の前哨陣地を固守したが、それまでの戦闘で負傷者が続出し、補給が届かず食料や弾薬が不足していた。この状況を看破した中共軍は午後8時から総攻撃を開始した。
第2連隊は、第1大隊が羅山で、第3大隊が353高地で、第2大隊が427高地で中共軍と激戦を展開した。防御陣地の一部は突破され、通信が途絶えて指揮統制が不可能な状況に置かれたが、5月20日まで陣地を固守することに成功した。
米軍第8軍は、中東部戦線で中朝軍の攻勢が鈍化すると、5月19日夜、第1軍団及び第9軍団に汶山-抱川-春川を結ぶトペカ線を攻撃するように命じた。第9軍団から攻撃命令を受けた第6師団は、5月20日午前5時を期して第7連隊と第19連隊を投入した。
第2連隊を包囲していた中共軍は予想していなかった2個連隊の攻撃を受けると、洪川江方面への撤退を開始した。第7連隊と第19連隊は第2連隊と合流し、継続して中共軍を追撃し、洪川江南岸まで進出した。
この戦闘で第6師団は中部戦線に形成される可能性のあった中共軍の大規模な突破口を阻止することにより、戦線の分断を防ぎ、首都圏に及ぼす危険性を排除した。特に第2連隊は全面防御態勢で3日間持ちこたえ、中共軍に連続的な打撃を加えることによって主抵抗線を誤認させる決定的な役割を果たした。 

## 破虜湖の戦い
第6師団は米軍第9軍団の華川進撃に参加し、北漢江西側の鶏冠山-北培山-加徳山-芝岩里を攻撃することになった。5月25日午前、第6師団は、第2、第7連隊が中共軍の防御拠点である鶏冠山-北培山の高地群を攻撃している間に第19連隊を北培山後方に迂回させ、退路を遮断するように命じた。第9軍団は、第10軍作戦地域から抜け出た1万～1万2000名余の部隊と多数の車両や野砲が長蛇の列をなして華川ダム(破虜湖)の南側を過ぎ華川に向かっているとの航空偵察による報告を受けると、第19連隊は芝岩里を西側から攻撃させ、第6師団主力は第7師団と華川ダムを攻撃するため春川に集結させた。
5月27日、第6師団主力は攻撃を開始し、中共軍の軽微な抵抗を撃退して九萬里発電所-屏鳳山を連ねるカンザスラインに進出した。張都暎が率いた韓国軍第6師団は中国軍を大きく撃破して中国軍に2万人を超える死者、2,617人捕虜が出た。韓国側は、中国軍兵士の遺体をダム湖に水葬したことから湖の水が赤くなったと伝えられる。当時の状況を張都暎准将は「後退する中共軍を追撃する間、道端でうずくまった中共軍兵士をごみを拾うようにトラックに載せていったが、わが軍の小隊規模の部隊が敵の大隊規模の部隊を捕虜にしていくという珍風景が演じられた」と証言している。この朗報に接した李承晩大統領はこの作戦の勝利を褒め称えるため、華川ダムを野蛮な外敵を大破させた湖という意味で破虜湖と呼ぶことにした。現在も、自ら揮毫した"破虜湖"記念碑が残っている。
5月28日、第6師団は華川ダム西側に進出して中共軍主力の後退を確認した。目標である華川の占領が大幅に遅れたため、中共軍を完全に包囲することは出来なかった。破虜湖を参照。